# لي دوك ثو
لى دوك ثو ( 14 أكتوبر 1911 - 13 أكتوبر 1990) ، هو سياسي ومحارب فيتنامي قاد البعثة الفيتنامية بين 1968 و 1973 لمفاوضة الأمريكيين في محادثات باريس للسلام وتوصل معهم إلى وقف إطلاق النار وإلى سحب القوات الأمريكية. منح جائزة نوبل للسلام عام 1973 مناصفة مع هنري كيسنجر، لكنه رفضها لعدم الالتزام باتفاقية باريس للسلام كاملة في اتفاقية سلام حرب فيتنام.

## روابط خارجية
- لي دوك ثو على موقع الموسوعة البريطانية (الإنجليزية)
- لي دوك ثو على موقع مونزينجر (الألمانية)
- لي دوك ثو على موقع إن إن دي بي (الإنجليزية)